# Shafy Bello
Shafy Bello (8 de octubre de 1970) es una actriz y cantante nigeriana que logró repercusión inicialmente en su país cuando aportó su voz en la canción de Seyi Sodimu "Love Me Jeje" en 1997.

## Biografía
Shafy nació en Nigeria y se crio en los Estados Unidos, donde realizó su educación. Al regresar a su país natal empezó su carrera como actriz y cantante. Su primera película importante fue Eti Keta, un filme en lengua yoruba. En 2012 interpretó el papel de Joanne Lawson en la popular serie de televisión Tinsel y el de Adesuwa en Taste of Love. Desde entonces ha aparecido en numerosas películas en idiomas yoruba e inglés y en series de televisión como When Love Happens, Gbomo Gbomo Express y la mencionada Taste of Love.

## Filmografía seleccionada
- 2023 - La libreta negra
- 2020 - Nneka the Pretty Serpent
- 2020 - Unroyal
- 2020 - Mama Drama
- 2020 - Fishbone
- 2019 - 2 Weeks in Lagos
- 2019 - Elevator Baby
- 2019 - Three Thieves
- 2019 - Love is War
- 2018 - Chief Daddy
- 2018 - CulturE
- 2018 - Voiceless Scream
- 2018 - From Lagos with Love
- 2018 - Lara and the Beat
- 2017 - Discontent
- 2017 - Discontent 2
- 2017 - Battleground
- 2017 - Battleground: Africa Magic
- 2017 - Ovy's Voice
- 2016 - Moth to a Flame
- 2015 - Gbomo Gbomo Express
- 2014 - Newman Street
- 2014 - ...When Love Happens

## Premios y nominaciones
| Año  | Evento                   | Categoría                              | Resultado | Ref   |
| ---- | ------------------------ | -------------------------------------- | --------- | ----- |
| 2012 | Best of Nollywood Awards | Mejor actriz en una película en inglés | Nominada  | [ 6 ] |

## Vida personal
Shafy Bello está casada y tiene dos hijos. El 8 de octubre de 2020 celebró su cumpleaños número cincuenta.